# Hydrotaea parva
Hydrotaea parva är en tvåvingeart som beskrevs av Meade 1889. Hydrotaea parva ingår i släktet Hydrotaea och familjen husflugor. Arten är reproducerande i Sverige. Inga underarter finns listade i Catalogue of Life.